# Rochester (Kent)
Rochester è un centro abitato di 62 000 abitanti della contea del Kent, in Inghilterra. Centro di diffusione del cristianesimo sull’isola nel VII secolo, è famosa per il suo castello normanno (XII secolo) e la sua celebre cattedrale in stile gotico. 
Già città con una forma particolare di amministrazione, dal 1998 è sottoposta all’autorità del distretto di Medway.

## Galleria d'immagini

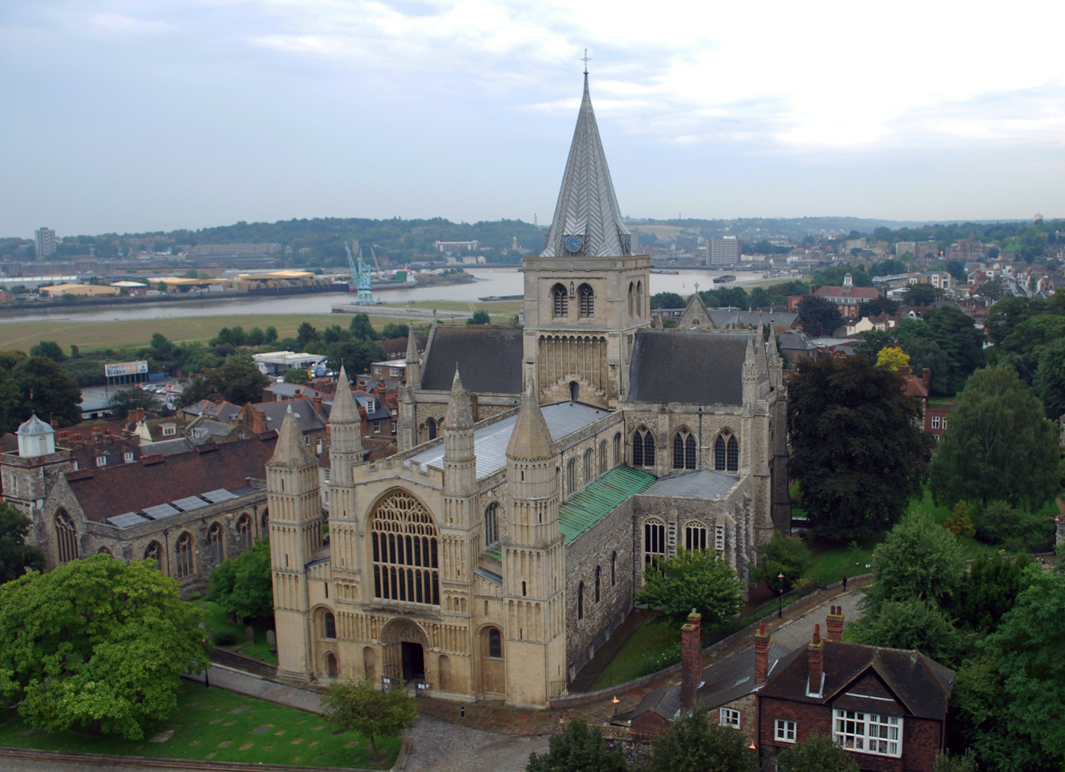
La cattedrale anglicana di Rochester
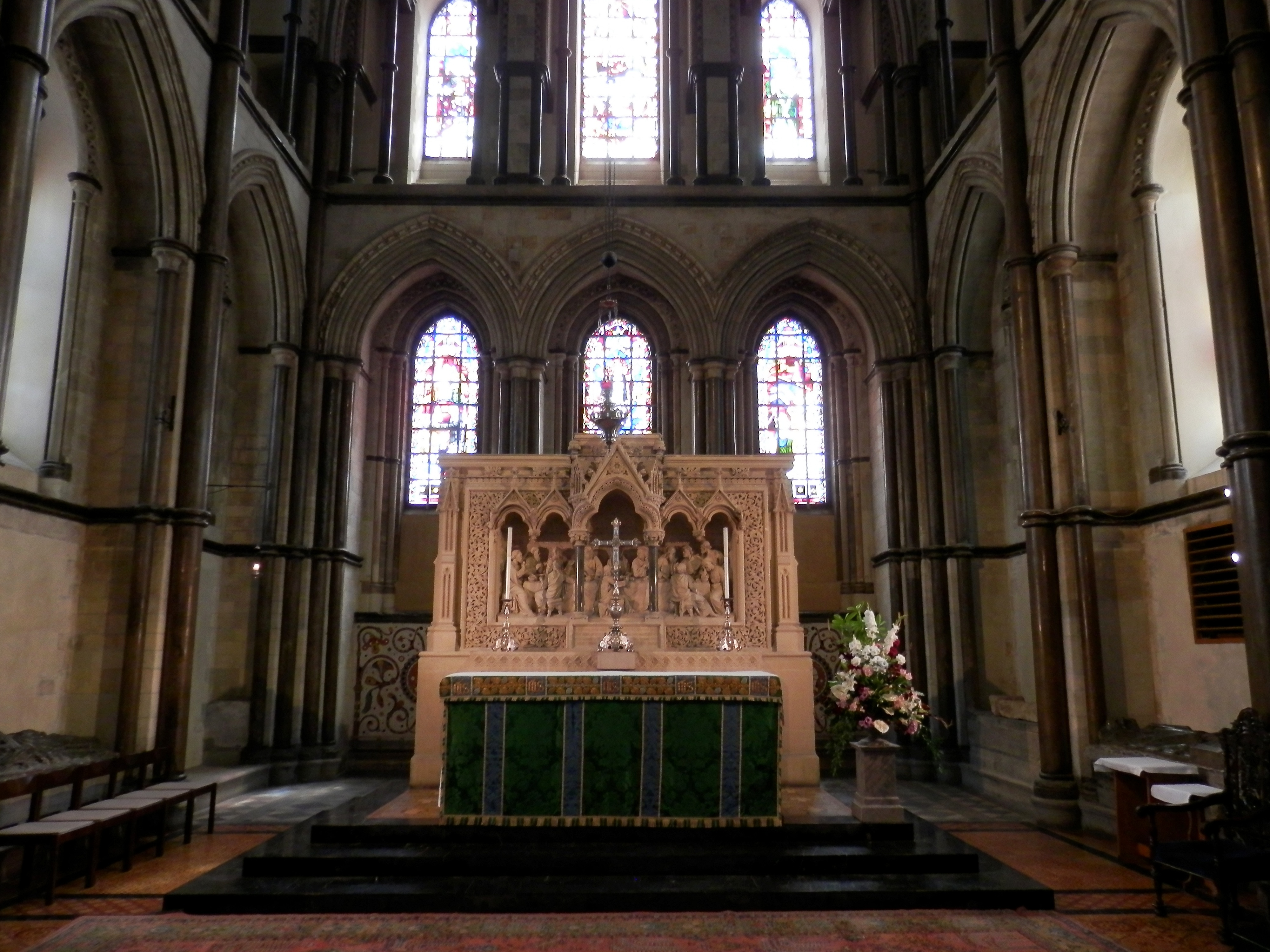
Interno della cattedrale
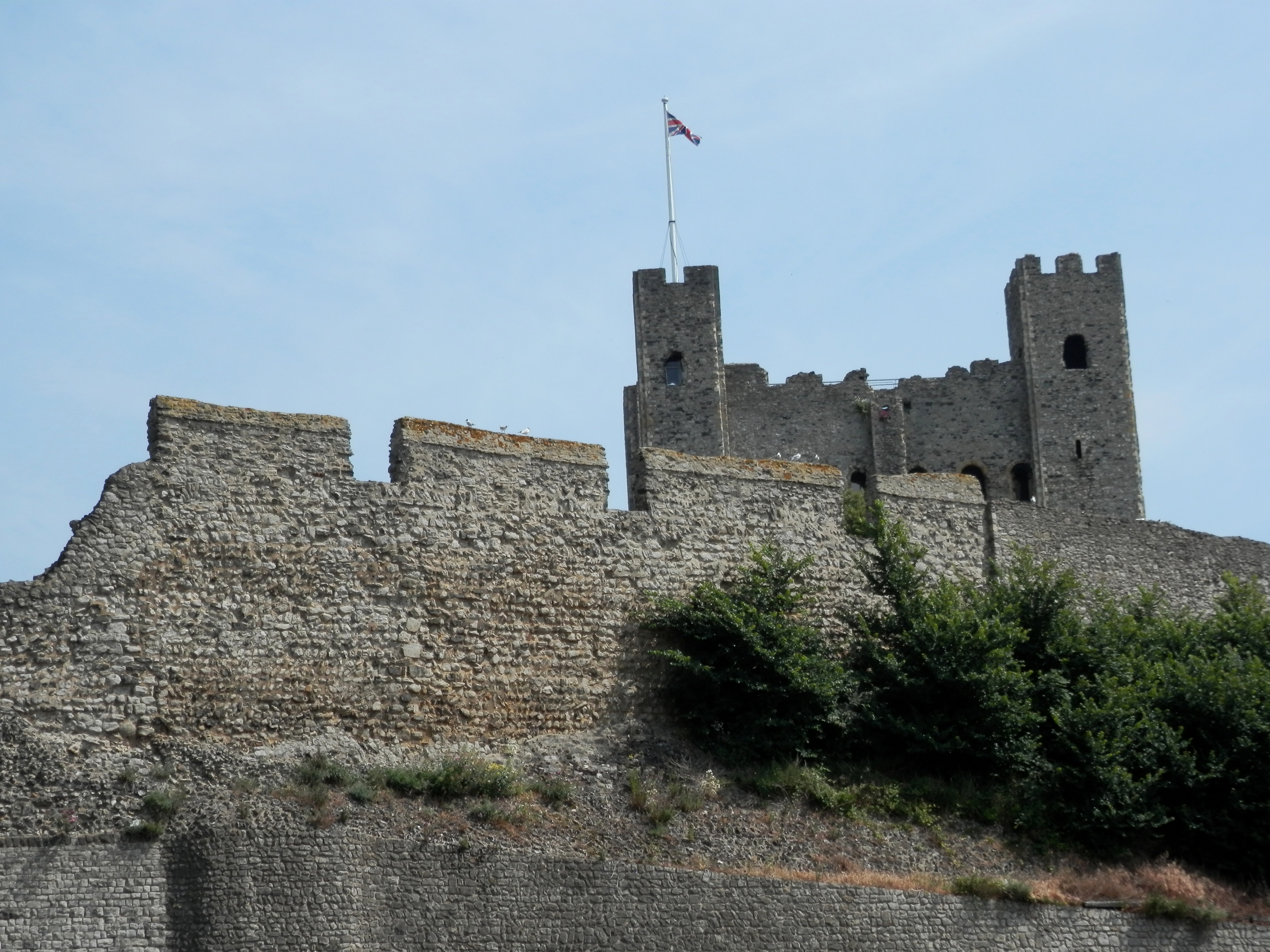
Castello normanno
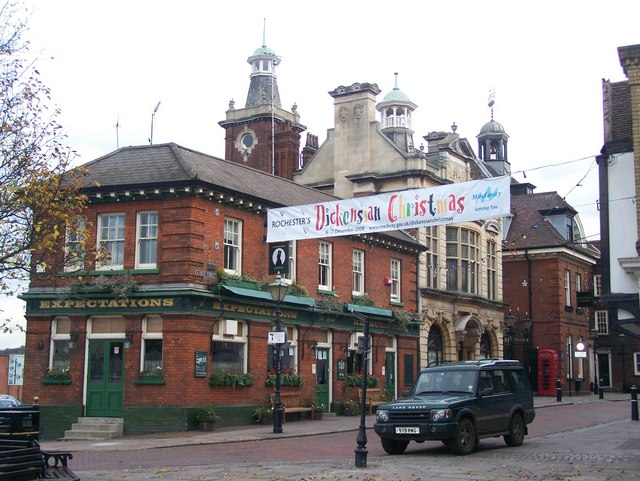
Expectations pub